# Miguel Fisac
Miguel Fisac Serna (Daimiel, 19 settembre 1913 – Madrid, 12 maggio 2006) è stato un architetto, urbanista e pittore spagnolo.

## Esordi

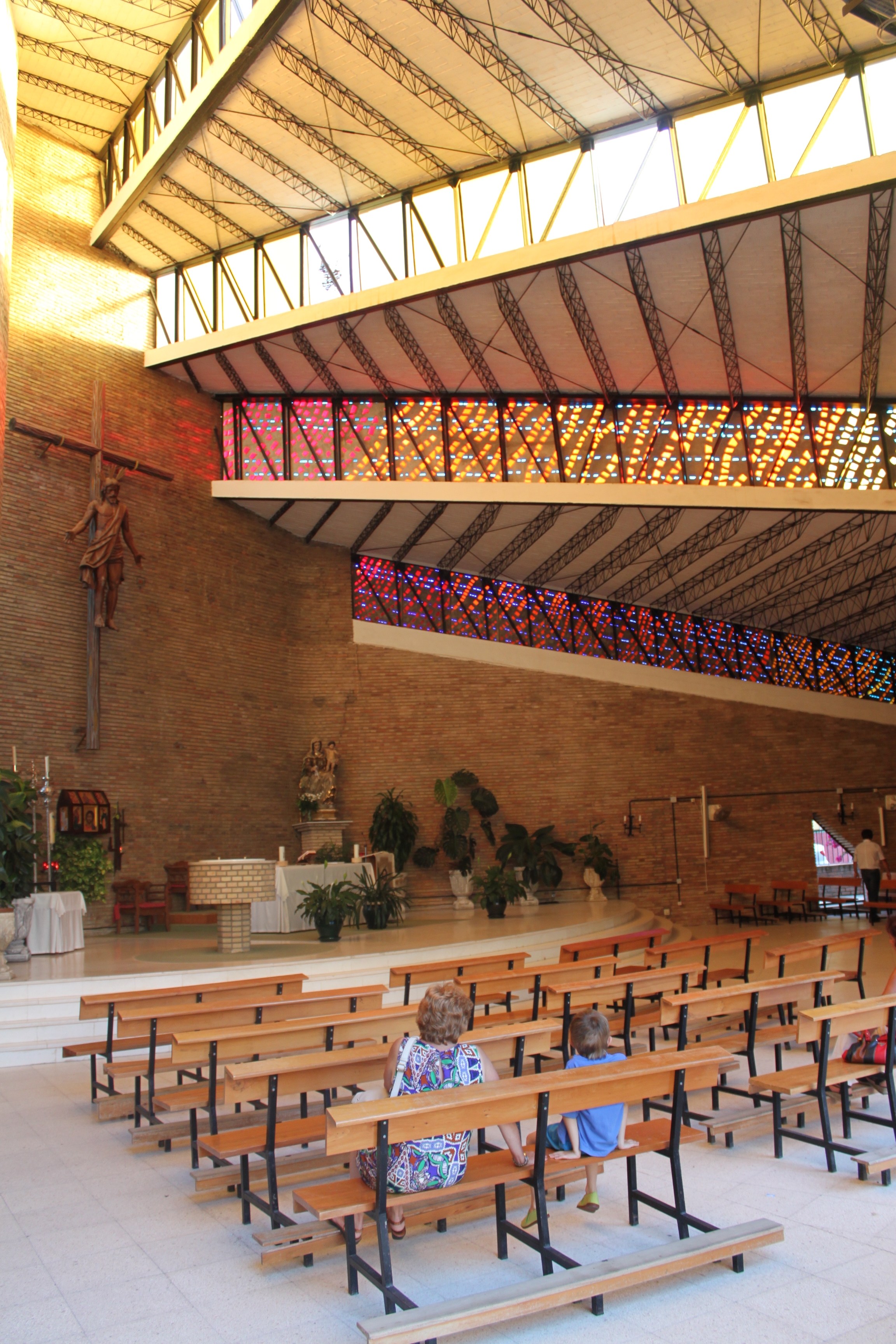
Chiesa di Fisac a Punta Umbría, Huelva

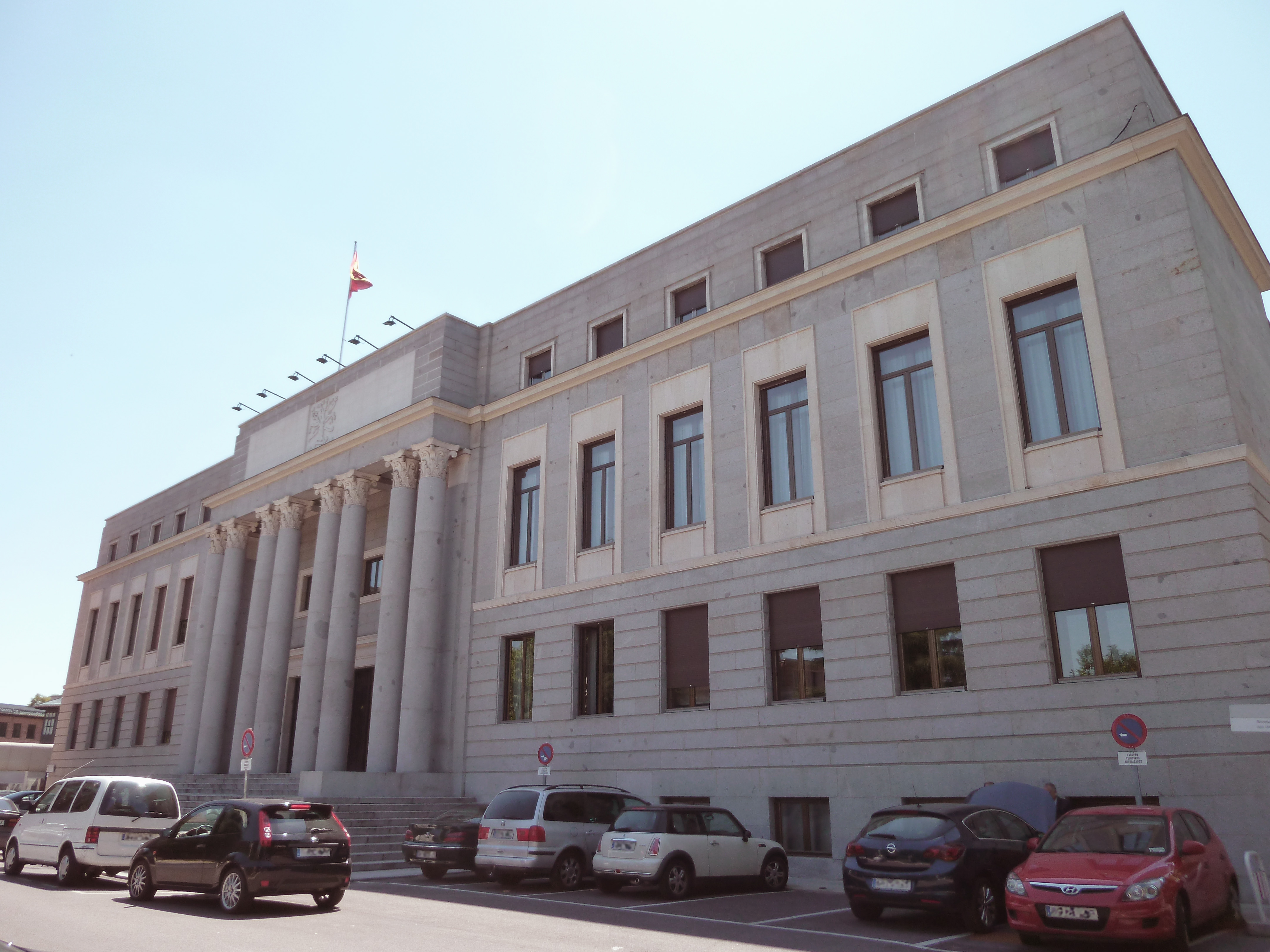
Edificio centrale del CSIC (1943, Madrid).

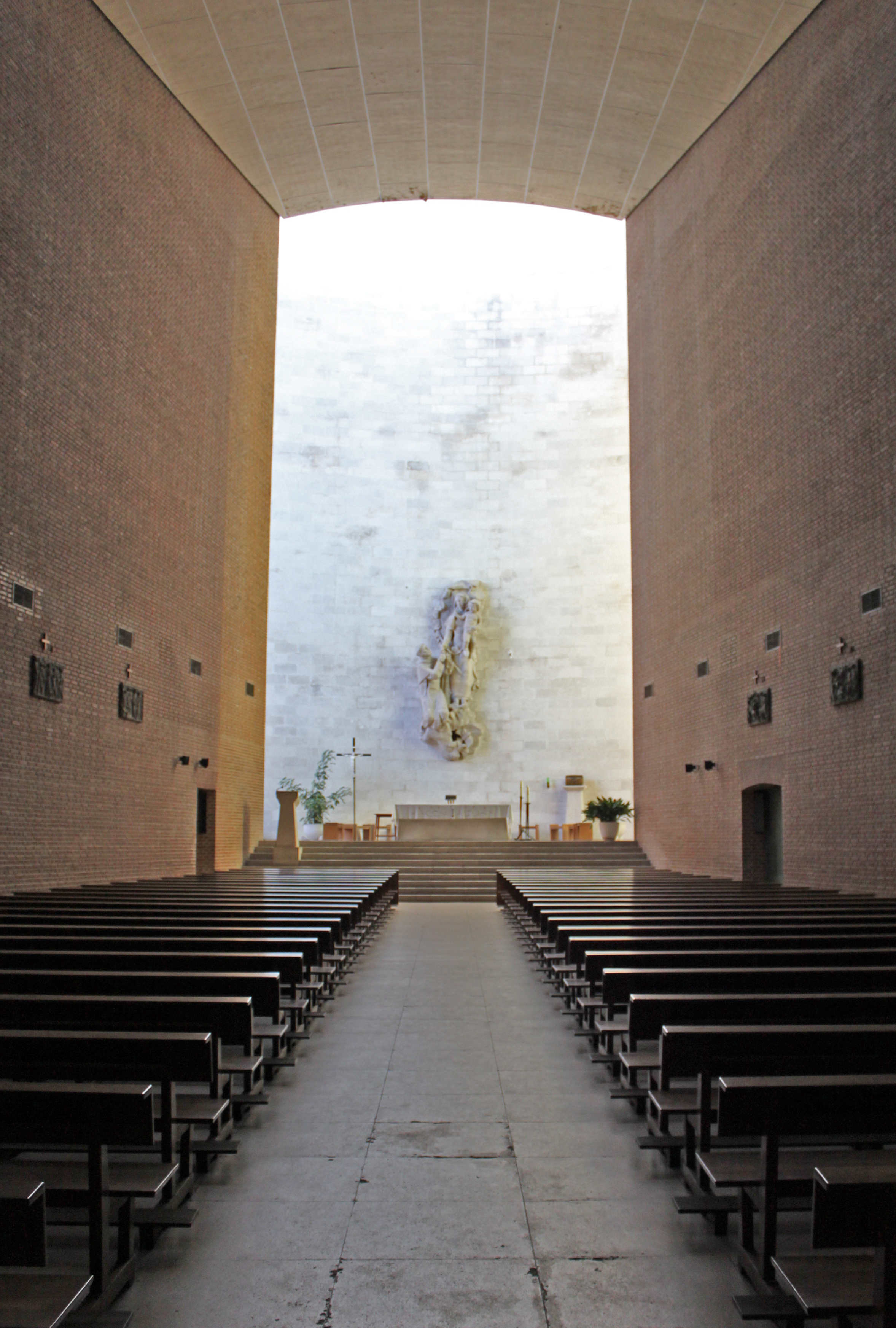
Chiesa del Collegio Apostolico dei Domenicani (1952, Valladolid).

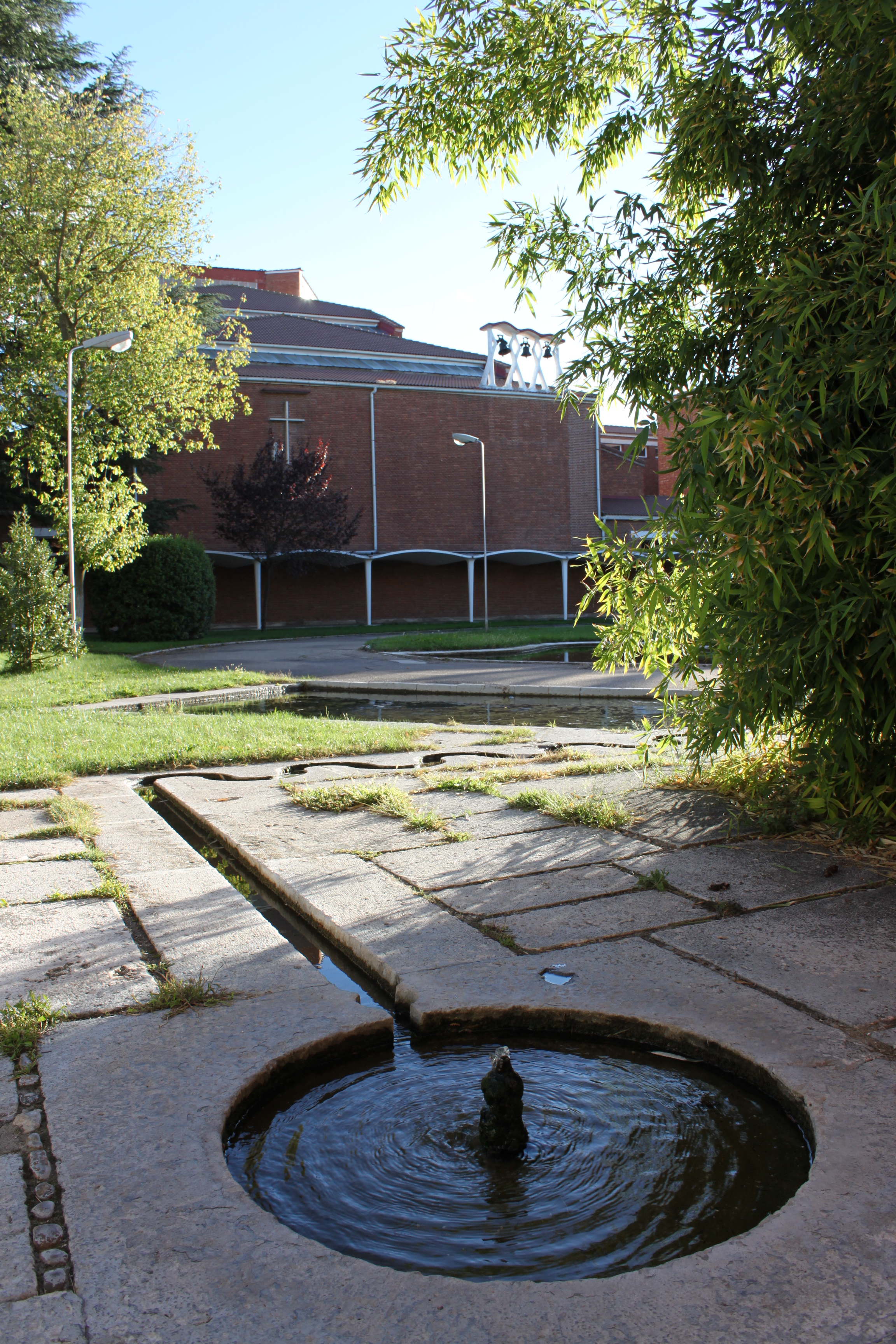
Chiostro del Collegio Apostolico dei Domenicani (1952, Valladolid).

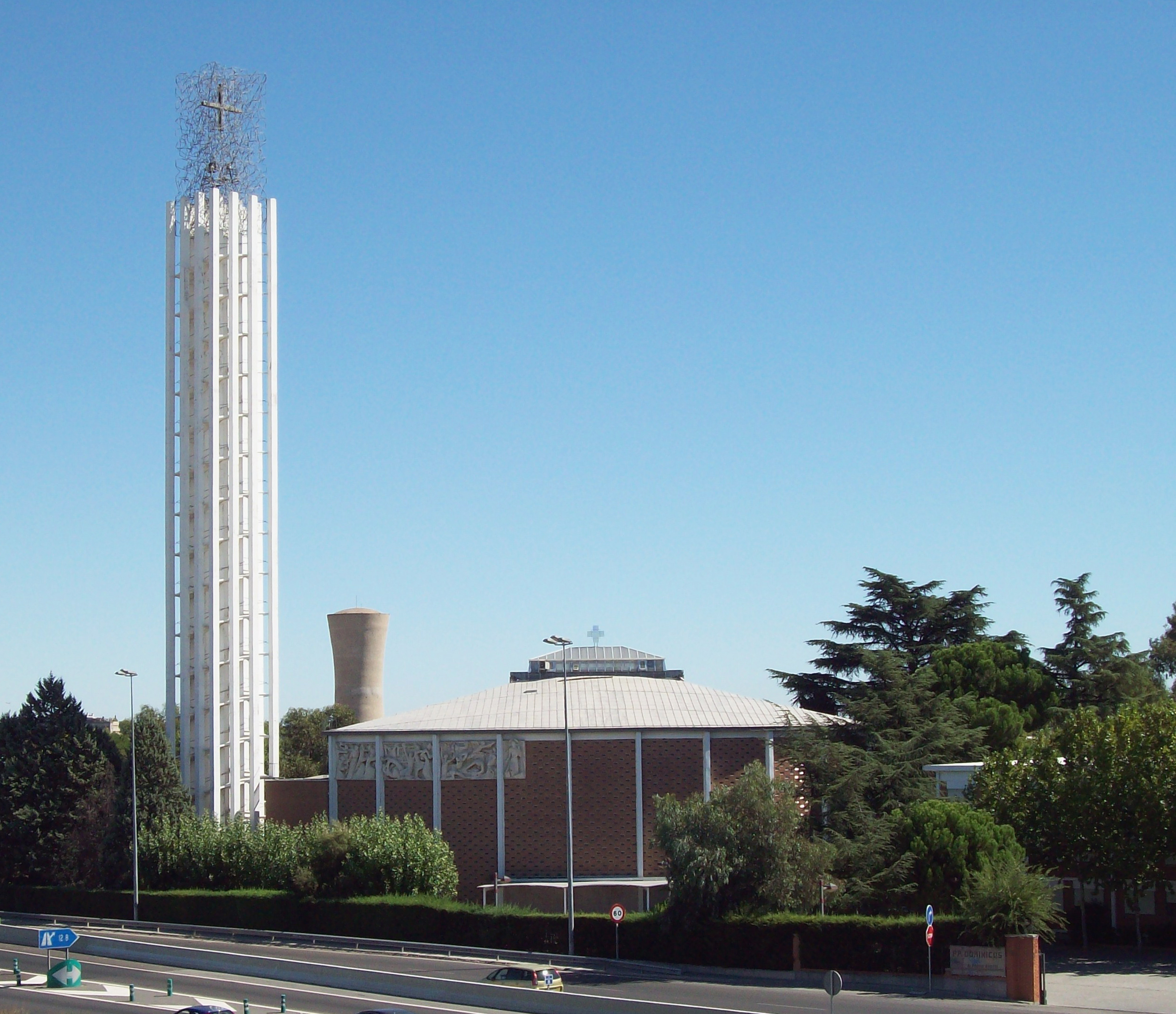
Chiesa di San Pietro Martire (1960, Madrid).

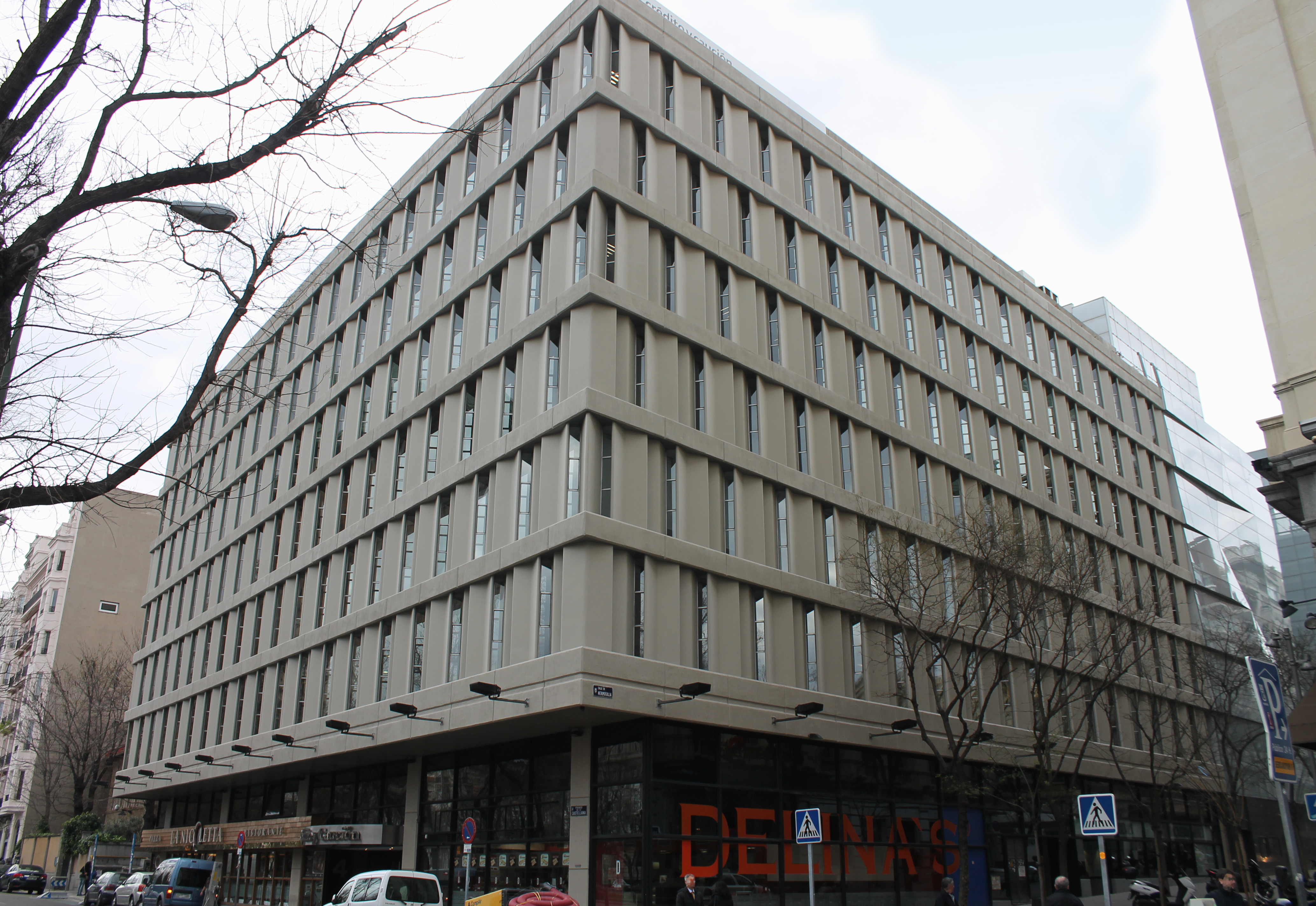
Edificio Crédito y Caución (1968, Madrid).

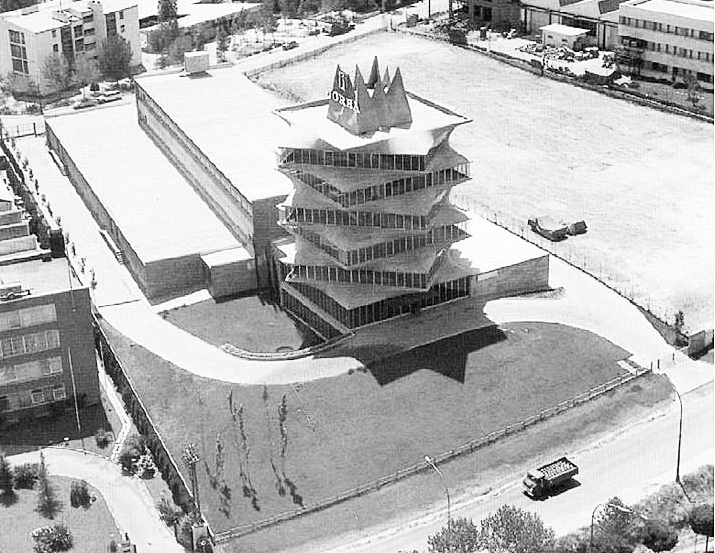
Laboratori JORBA, La Pagoda (1967, Madrid).

Figlio di un farmacista, la Guerra civile spagnola interruppe i suoi studi di architettura a Madrid. Rimase nascosto durante il conflitto nel suo paese natale, Daimiel. Si laureò alla Scuola tecnica superiore di Architettura di Madrid nel 1942 ottenendo il premio superiore. In discontinuità con l'architettura del tempo, conseguì uno stile di grande personalità, nel quale incorporava originali soluzioni strutturali con cemento armato precompresso e le sue caratteristiche travi-osso.
Fin dagli esordi, in cui rifiutava il razionalismo dei suoi maestri in quanto percepiva che in loro la plastica architettonica non rispondeva a esigenze tecniche e alle necessità umane, subì l'influenza dell'opera dell'architetto statunitense Frank Lloyd Wright, del neoempirismo dell'architetto Erik Gunnar Asplund e dell'organicismo nordico, sperimentato nel suo viaggio in Svezia nel 1949. Si interessò anche all'architettura popolare, nella quale la realtà del paesaggio, delle caratteristiche umane, storiche e geografiche del luogo si fondono con il valore plastico o perfino tecnico. Ricevette l'incarico del Consejo Superior de Investigaciones Científicas di riordinare la zona sud della Colonia Los Chopos di Madrid. Rimodellò l'antico auditorium della Residencia de Estudiantes per costruire la nuova cappella del CSIC. Il decennio in cui fu impegnato nei nuovi edifici dell'ente di ricerca segnò la transizione che modellò il suo linguaggio da un sobrio classicismo fino ad assimilare l'influenza dell'organicismo.

## Prime opere: edilizia popolare
Con un'idea sociale dell'architettura e con il fine di creare abitazioni per gente senza mezzi economici, il primo concorso a cui partecipò fu per abitazioni minime, organizzato dal Collegio ufficiale degli architetti di Madrid. Vinse con un progetto di abitazioni a schiera di superficie minima e prezzo molto economico; erano costruite da squadre che potevano lavorare senza interruzione. Le abitazioni erano di 21 metri quadrati e costavano meno di 20.000 pesetas, però sebbene tre istituzioni politiche fossero dedicate all'abitazione, nessuna prese seriamente il progetto, che non fu realizzato. Tuttavia Fisac continuò a cercare soluzioni prefabbricate per risolvere il problema dell'edilizia popolare.
Su un altro versante rivoluzionò negli anni 1950 l'aspetto delle chiese spagnole. Fisac fu uno dei fondatori che smisero di vedere l'ispirazione soprannaturale dell'Opus Dei, al quale appartenne per quasi vent'anni (dal febbraio del 1936 fino al 1955) conoscendo personalmente il fondatore Josemaría Escrivá de Balaguer, che aiutò ad attraversare a piedi i Pirenei durante la guerra civile spagnola. 
Lo stesso Fisac ne dà testimonianza:
"Il giorno che mi chiamò mons. Escrivá, fu il 27 febbraio 1936. E il giorno che uscii, il 27 settembre 1955.
Le ragioni, più che di abbandonare, si potrebbe dire, le ragioni per aver continuato per tanto tempo volendo fin da primo giorno, non essere mai entrato.
È evidente che io agii sempre -cominciando dal mio ingresso nell'Opus Dei, in modo coatto, inammissibile. È anche vero che il mio entusiasmo e il mio desiderio di collaborazione fecero sì che mi costringessero. A mons. Escrivá dissi le più grandi impertinenze che mai nessuno nell'Opus Dei gli avesse detto. Però si riferivano tutte all'arte e all'architettura, soprattutto religiosa. La nostra discrepanza fu così grande che, durante i lavori della casa centrale di Roma, mons. Escrivá mi proibì che mi avvicinassi. E nemmeno potei farlo per motivi professionali indipendenti dall'Opus Dei.
Devo ammettere, che questi contrasti, di concetto e, non solo artistico, ma anche culturale, influirono nel mio lento allontanamento dalle fondamenta, potremmo dire teologiche e soprattutto dalla natura soprannaturale dell'Opus Dei. Mentre l'Opus Dei cresceva in estensione e potere, per me si disfaceva come fenomeno soprannaturale. Insomma, l'Opus, crebbe come ci si aspettava, perché aveva sempre avuto una vocazione universale. Dai giorni in cui l'Opus era più povera e semplice, credevamo fermamente che sarebbe diventata molto importante per la società civile e religiosa. Però finì per diventare una macchina per generare potere. Io non vedevo che poteva giungere a diventare il mezzo cristiano per la salvezza del mondo." 
Successivamente alla sua uscita dall'Opus Dei, dichiarò che si era sempre sentito a disagio al suo interno, e che la sua uscita gli era costata quindici anni di inattività. Quando il comune di Madrid permise nel 1999 la demolizione dell'emblematico edificio dei Laboratori Jorba, conosciuto come La Pagoda, ubicato a Madrid lungo l'autostrada per Saragozza, sorse una clamorosa polemica. 
Lo stesso Fisac dichiarò:
"Non vorrei presentare una lista dettagliata delle persecuzioni che è dimostrato che io abbia subito. Ti dirò soltanto che quando lo raccontai a Roma al vescovo Maximino Romero de Lema, lui mi disse che ne avrebbe parlato con Álvaro del Portillo, poiché era solito incontrarlo in una Commissione della Santa Sede, ma che era meglio che io ne parlassi prima direttamente ad Álvaro. E così feci. Gli telefonai, mi chiese di vederci la sera stessa. Mi promise di resolvere la questione e mi diede appuntamento per il giorno dopo. E quando tornai, mi spiegò che aveva telefonato a Florencio Sánchez Bella perché andassi a parlargli e che aveva dato ordine che non mi perseguitassero.
Continuando la tua lettera, sulla "pagoda", in cui ricordi una conferenza in cui dissi che era un progetto abbastanza superficiale nella mia traiettoria architettonica. Ti dirò che nel programma dei laboratorio Jorba, il proprietario mi suggerì che gli interessava anche che lì dov'era il suo spaccio, la biblioteca, il bar, etc., ci fosse anche qualcosa che potesse servire da annuncio o da richiamo. Questa "pagoda" era parte del programma che mi era stato chiesto. Io potei dire che quella torre era qualcosa di superficiale, però non che non le dessi importanza. Di fatto, architettonicamente, le si diede importanza, fuori dalla Spagna; e questa è stata la causa della sua fine: si vedeva troppo, e i nuovi proprietari, non solo mi avevano comunicato la loro idea di conservare "la pagoda", ma mi chiesero il permesso di chiamarlo "Edificio Miguel Fisac". E già era stato collocato il cartello con il mio nome sulla "pagoda", quando dopo poche settimane cominciarono a demolirla rapidamente. Sembra che gli uffici municipali fin da principio, per concedere i permessi di nuova costruzione, avessero ripetutamente richiesto la distruzione totale dell'edificio, compresa "la pagoda".
Con la semplice visione di un osservatore esterno, ho potuto rendermi conto che il concetto essenziale della spiritualità dell'Opus Dei: la santificazione del lavoro ordinario, nella pratica, si è sostituita la fede con la pietà. Come ho potuto verificare tra altre cose, leggendo il libro di Pilar Urbano, straordinaria scrittrice e giornalista, che dicendo cose vere - non le dice tutte, di certo - lascia patente questa preoccupazione preoccupante, di prendere la pietà come elemento essenziale, per cui giunge a dire il Padre: "mi faccio garante della salvezza della vostra anima, se rispettate le Norme." E riferendosi a quando fecero ministro López Rodó: "Ora avrai molti impegni, però se non mi rispetti le Norme, invece di fare Opus Dei farai Opus diaboli." Allora un'ora di lavoro non era più un'ora di preghiera?
Non ho mai avuto disgusto con i membri numerari dell'Opus Dei e ogni volta li amo di più. Non posso, in questa lettera, darti più dettagli di quello che so; però li conosco, perché li ho vissuti.
Resto a tua completa disposizione per parlare, con te, o con qualsiasi membro numerario dell'Opus che voglia parlare con me.
Sono moralmente convinto che il mio atteggiamento è quello corretto nelle mie circostanze e nella mia condizione di cristiano, che vuole vivere e morire compiendo la volontà di Dio, amandolo e amando, per lui, il mio prossimo.
Se la distruzione della "Pagoda" serve per servire Dio e il prossimo, sia benedetta!"
Quest'indole indipendente lo fece, tra il resto, rinunciare a costruire il grattacielo più alto d'Europa a Benidorm. Nel 1954, ricevette la Medaglia d'oro della Mostra di architettura religiosa di Vienna per la realizzazione della chiesa del Seminario de Arcas Reales, dei domenicani, nei dintorni di Valladolid.

## Sperimentazione con nuovi materiali
A partire dal 1959 iniziò il suo periodo più inquieto e personale. Il materiale di cui si serve è il cemento armato precompresso in forma di elementi cavi che assomigliano a ossa e uniscono le condizioni di una grande leggerezza e resistenza. Con l'indipendenza che gli concedeva il suo già riconosciuto prestigio professionale, si costruì nel 1957 una casa sul Cerro del Aire (Alcobendas), in cui si trasferì dopo il matrimonio (11 gennaio 1957) con Ana María Badell Lapetra, giornalista e scrittrice (morta il 7 agosto 2014), con cui ebbe tre figli, Anaïck, Miguel e Taciana. In questa tappa incomincia una fruttuosa relazione sperimentale con il cemento armato, materiale che ritiene adeguato per realizzare le sue analogie fra travi e ossa, elementi prefabbricati che riescono a risolvere il problema di consentire grandi luci, controllare l'illuminazione zenitale e evacuare le acque piovane. Giustappose le forme, scompose gli edifici segregandoli in elementi irregolari con un'espressività minimalista di nuovo conio, precorritrice di tendenze del futuro, e sperimentò con soluzioni innovatrici.
Esempi di queste esperienze sono i Laboratori farmaceutici Made e il Centro di studi idrografici, entrambi a Madrid, dove la coincidenza tettonica tra struttura e specialità raggiunge il suo maggiore splendore. Tradusse le nuove esigenze liturgiche seguite al Concilio Vaticano II nella personale calligrafia di muri curvi e superficie tese che costituiscono il suo principale apporto all'architettura religiosa, come può notarsi nei suoi progetti per la chiese di Escaldes (Andorra), dei Domenicani (Alcobendas), della Coronazione (Vitoria), dell'Assunzione e di Sant'Anna (Madrid) o di Santa Croce (La Coruña). Il suo metodo di progetto, basato in maniera sintetica sulle domande dove? che cosa? e come?, conduce a un interesse molto attuale per le questioni circa l'ubicazione, la tecnica e la funzionalità, come risulta dalla sua opera ora compresa come un percorso unitario, personale e impegnato verso l'umanesimo. Fu questo che lo dispose verso un pessimismo proverbiale, che lo portò a lamentarsi nei suoi ultimi anni che «gli architetti non cercano più la felicità della gente» e che «la società è mal costruita e si avvia verso l'abisso», e propose una formula urbanistica per combattere queste tendenze, la città convivenziale, nel suo libro La molecola urbana. Allo stesso modo, studiò l'architettura popolare per via del suo adeguarsi ad ambienti specifici e alle culture umane avvedute in un modo concreto di intendere la vita. Risentito con il presente e con la professione, affermava che non gli piaceva nessun architetto spagnolo contemporaneo.
A Madrid, nel nuovo quartiere di Moratalaz, costruì la parrocchia di Sant'Anna, dove domina il cemento a vista che offre un'espressione di spiritualità che sembra trasportare la chiesa alle profondità di una grotta paleocristiana o di una catacomba. Un'altra realizzazione notevole è il convento del teologato dei domenicani di Alcobendas, molto vicino a Madrid. Emerge la chiesa, di mattoni, con vetrate colorate molto sobrie e dove l'attrazione verso l'altare si ottiene attraverso la convergenza di due zone contrapposte: quella destinata alla comunità religiosa e quella dei fedeli, che entrambe si restringono verso l'altare. La parrocchia della Coronazione, a Vitoria, presenta la stessa intenzione di dirigere verso l'altare l'attenzione dei fedeli. Una delle caratteristiche comuni di tutti i suoi edifici è che non rispettano alcuna simmetria. I muri sono disposti in un gioco di rette e di curve; le vetrate monocrome e multicolori mettono in risalto la nudità delle pareti, dove tutto rimane avvolto nella più assoluta sobrietà.
Alla fine degli anni 1960 purifica ancor più la sua architettura, prescinde dalla sua preoccupazione per l'elemento popolare e concentra la sua attenzione sulle possibilità dei nuovi materiali, specialmente sul cemento armato precompresso, invenzione che brevettò, e postcompresso, dando prova di originali sistemi di prefabbricazione. Il cemento fu il suo materiale prediletto. Una delle sue ultime opere fu il centro polisportivo e la piscina coperta de La Alhóndiga a Getafe, in cui adoperò travi di 51 metri di lunghezza, «le più lunghe d'Europa», presumeva. Utilizzò il cemento armato precompresso in molte delle opere che portano la sua firma: «Il cemento è il materiale del nostro tempo», proclamò. «Io pensavo che il cemento armato precompresso sarebbe stato molto utilizzato dagli architetti. Però né in Spagna né all'estero lavorano con quello. Tuttavia, sono gli ingegneri di tutto il mondo che lo usano». 
Agli inizi degli anni 1970 lavora nell'isola di Fuerteventura all'hotel Tres Islas, ubicato nel parco naturale delle dune di Corralejo (comune de La Oliva). Nel centro urbano di Corralejo, precisamente fra la calle Pejín e l'avenida Juan Carlos I, progettò le abitazioni per il personale dell'hotel che, benché non siano state costruite sotto la sua direzione, conservano la sua impronta.
Nelle considerazioni estetiche del progetto del Tres Islas, Fisac scrive«il paesaggio in cui si va a ubicare l'hotel presenta caratteristiche plastiche molto singolari (...). D'altra parte il cromatismo di questo paesaggio è di ocra molto chiara, quasi bianca, spruzzata da macchie di pietre o gruppi di pietra di un nero intenso. L'effetto del contrasto che accanto a una zona rocciosa, quasi nera, proveniente da un fiume di lava che arriva fino al mare, continua con una spiaggia di vari chilometri di lunghezza di una finezza e colorazione molto chiara di sabbia, è straordinario». L'architetto e urbanista nota che «... in modo speciale si sono studiate le silhouette dell'edificio, che ricordano le dune e i monticelli circostanti».
Nel 1984 diresse le opere di restauro e la sistemazione del sacro convento e castello di Calatrava la Nueva, nella provincia di Ciudad Real. Nell'edizione del 1991 della Mostra di arte contemporanea (Arco 91), svoltasi a Madrid nel mese di febbraio, fu incaricato delle Giornate di Architettura. Molte delle sue soluzioni in cemento armato precompresso sono brevettate in Spagna, negli Stati Uniti e in altri paesi. Per alcune esistono già fabbriche che producono elementi prefabbricati. Consulente all'estero in diverse occasioni, tra cui lo studio del Santo Sepolcro di Gerusalemme e la ricostruzione della Cattedrale di Manila, sviluppò un intenso impegno culturale in conferenze e seminari su problemi di architettura e urbanistica, ma anche in articoli di riviste e giornali sia generalisti sia di settore.

## Apporto teorico e riconoscimenti
Fu anche studioso dell'urbanesimo. Nel suo libro La Molécula Urbana ("La molecola urbana", 1969) presenta una proposta rigorosamente originale per la città del futuro, che riassunse nella formula Città convivenziale. Fu pure autore del libro Arquitectura popular española y su valor ante la arquitectura del futuro ("Architettura popolare spagnola e suo valore davanti all'architettura del futuro").
Nel 1942 ricevette il Premio superiore di architettura di Madrid; nel 1950 ottenne il Primo premio nel concorso del COAM per abitazioni minime. Nel 1954, fu premiato con la Medaglia d'oro alla Mostra internazionale di arte sacra di Vienna. Il 2 ottobre 1994 ricevette la Medaglia d'oro dell'architettura, il massimo riconoscimento del Consiglio superiore dell'ordine degli architetti spagnoli. Nel maggio del 1996 presentò a Madrid la sua prima mostra di pittura, con 60 opere. Nel 1997 la sala de las Arquerías dei Nuevos Ministerios di Madrid ospitò una mostra a lui dedicata; lo stesso anno, il 12 giugno, conseguì il VII Premio Antonio Camuñas de Arquitectura, il premio più importante concesso in Spagna da una fondazione privata nel campo dell'architettura. Il 4 ottobre 1999, per la Giornata mondiale dell'architettura, fu destinatario di un omaggio organizzato dall'Ordine degli architetti di Madrid e dal Circolo delle belle arti; quest'ultimo gli conferì la sua medaglia d'onore. Nell'ottobre del 2003 ricevette il Premio nazionale di architettura. Nel gennaio del 2004 l'Università Europea di Madrid gli conferì la laurea honoris causa. 
Morì a Madrid il 12 maggio 2006 a causa di un'embolia, mentre l'Ordine degli architetti di Ciudad Real dava origine a una fondazione con il compito di catalogare tutto il patrimonio professionale di Fisac e di approfondire lo studio della sua opera, così come dell'architettura moderna spagnola.

## Onorificenze
- Croce dei Luoghi Santi di Gerusalemme.
- Medaglia d'oro di Castiglia-La Mancha. (postuma, 2007)

## Opere architettoniche principali

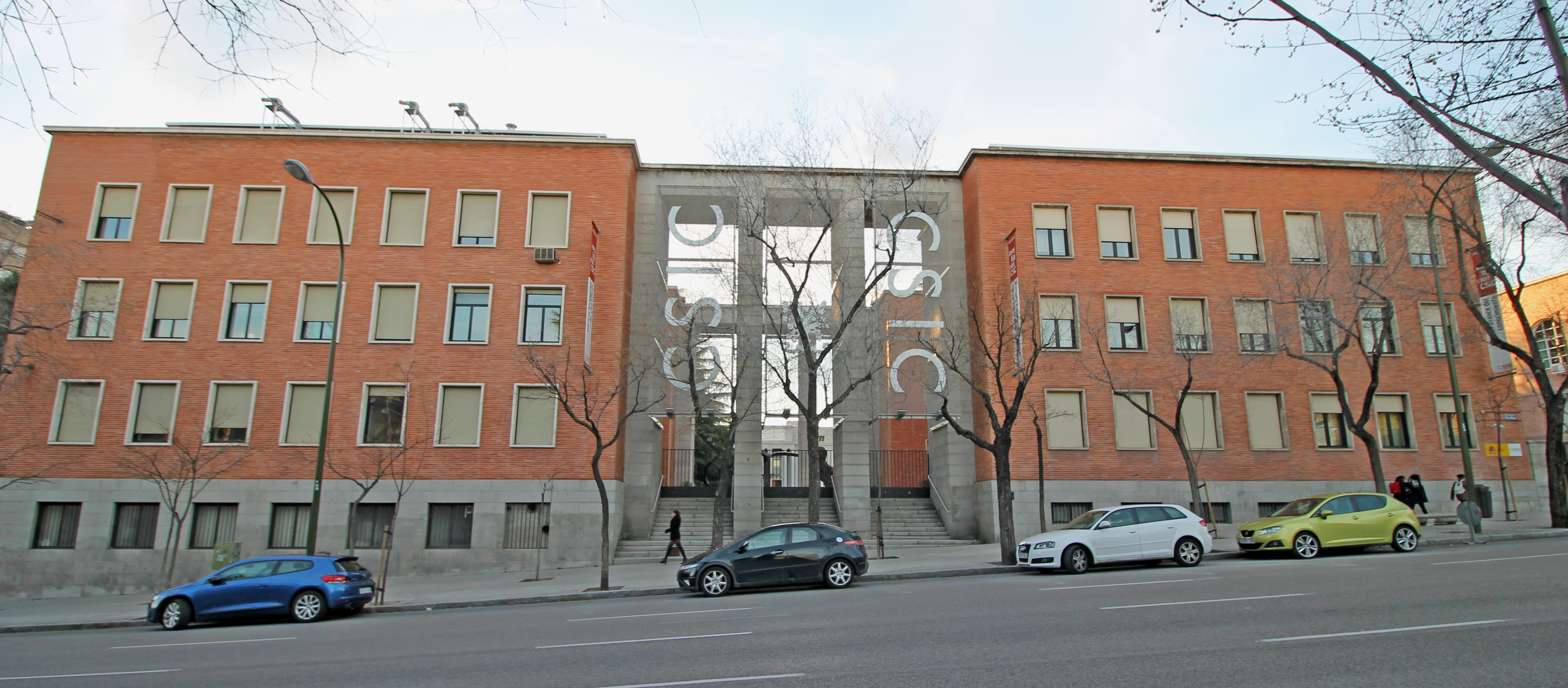
Instituto de Edafología y Fisiología Vegetal del CSIC (1944, Madrid).

- Teatro Miguel Fisac di Castilblanco de los Arroyos (Siviglia)
- Edificio centrale del CSIC (Madrid)
- Chiesa dello Spirito Santo (Madrid)
- Instituto de Óptica Daza de Valdés (Madrid)
- Instituto Cajal y de Microbiología (Madrid)
- Instituto Laboral di Daimiel
- Instituto Laboral Santiago Apóstol di Almendralejo,
- Centro de Formación del Profesorado dell'Università Complutense di Madrid
- Instituto de Nuestra Señora de la Victoria (Malaga)
- Centro de Estudios Hidrográficos (Madrid)
- Laboratorios Made (Madrid)
- Edificio di abitazioni in Doctor Esquerdo (Madrid)
- Edificio di uffici di Vega (Madrid)
- Chiesa parrocchiale di Sant'Anna a Moratalaz (Madrid)
- Centro di calcolo dell'Università Complutense di Madrid
- Edificio IBM sul Paseo de la Castellana (Madrid)
- Edificio dei Laboratori JORBA, La Pagoda (Madrid)
- Edificio della Biblioteca pubblica statale di Ciudad Real
- Cantine Garvey (Jerez de la Frontera
- Residenza di San Tommaso (Avila)
- Chiesa parrocchiale Nostra Signora Fiore del Carmelo (Madrid)
- Teologato dei domenicani (Madrid)
- Edificio dell'Instituto Núñez de Arce (Valladolid)
- Edificio della Biblioteca pubblica statale di Cuenca
- Collegio di Santa Maria del Mar (Gesuiti), La Coruña
- Chiesa di Nostra Signora del Pilar (Canfranc)
- Institut d'Educació Secundària Sorolla (Valencia)
- Edificio dell'IES Bernardo de Balbuena (Valdepeñas)
- Edificio dell'Ambasciata di Indonesia (calle Agastia, 65 Madrid)
- Mercato municipale (Daimiel)
- Edificio di abitazioni (Daimiel)
- Chiesa di Pumarejo de Tera (Zamora)
- Chiesa del Collegio apostolico dei domenicani (Valladolid)
- Collegio dell'Assunzione Cuestablanca (Sanchinarro)
- Instituto de secundaria Ramón Arcas Meca (Lorca)

A causa del terremoto di Lorca del 2011 rimane solo parte della facciata principale
- Chiesa della Coronazione (Vitoria)
- Hotel Tres Islas (La Oliva)

## Opere scritte
- "Centro de Investigaciones Biológicas", Informes de la Construcción (1956), No. 84 y "Centro de Estudios Hidrográficos, en Madrid", Informes de la Construcción (1964) No. 157". Edición facsímil en: Oteiza, I (2006) "Dos obras de Miguel Fisac publicadas en Informes de la Construcción", Informes de la Construcción (2006) Vol. 58, No. 503: 65-87.
- La arquitectura popular española y su valor ante la del futuro, Madrid: Ateneo, 1952. Reedición 2005. Colegio de Arquitectos de Ciudad Real
- La molécula urbana. Una propuesta para la ciudad del futuro Madrid: Ediciones y Publicaciones Españolas, 1969.
- Reflexiones sobre mi muerte. Madrid: Nueva Utopía, 2000.
- Carta a mis sobrinos, Ciudad Real: Colegio de Arquitectos de Ciudad Real, Fundación Miguel Fisac, 2007.

## Documentari
- Andrés Rubio: "La delirante historia de la pagoda: Miguel Fisac", premiato al Festival di Architettura di Rotterdam.[9]